# Flexi (Unternehmen)
Die flexi – Bogdahn International GmbH & Co. KG mit Sitz in der schleswig-holsteinischen Stadt Bargteheide in Deutschland ist der weltweit führende Hersteller von Rollleinen.

## Geschichte
Das Unternehmen wurde 1973 vom heutigen Geschäftsführer, Manfred Bogdahn, gegründet.

## Kennzahlen
Die Vermarktung erfolgt weltweit, und das Unternehmen beschäftigt nach eigenen Angaben rund 300 Mitarbeiter. Zehn Prozent des Umsatzes werden auf dem deutschen Markt und 90 % in über 90 Ländern der Erde erwirtschaftet. Laut Eigenangaben wurden weltweit über 200 Millionen Rollleinen verkauft.

## Produkte

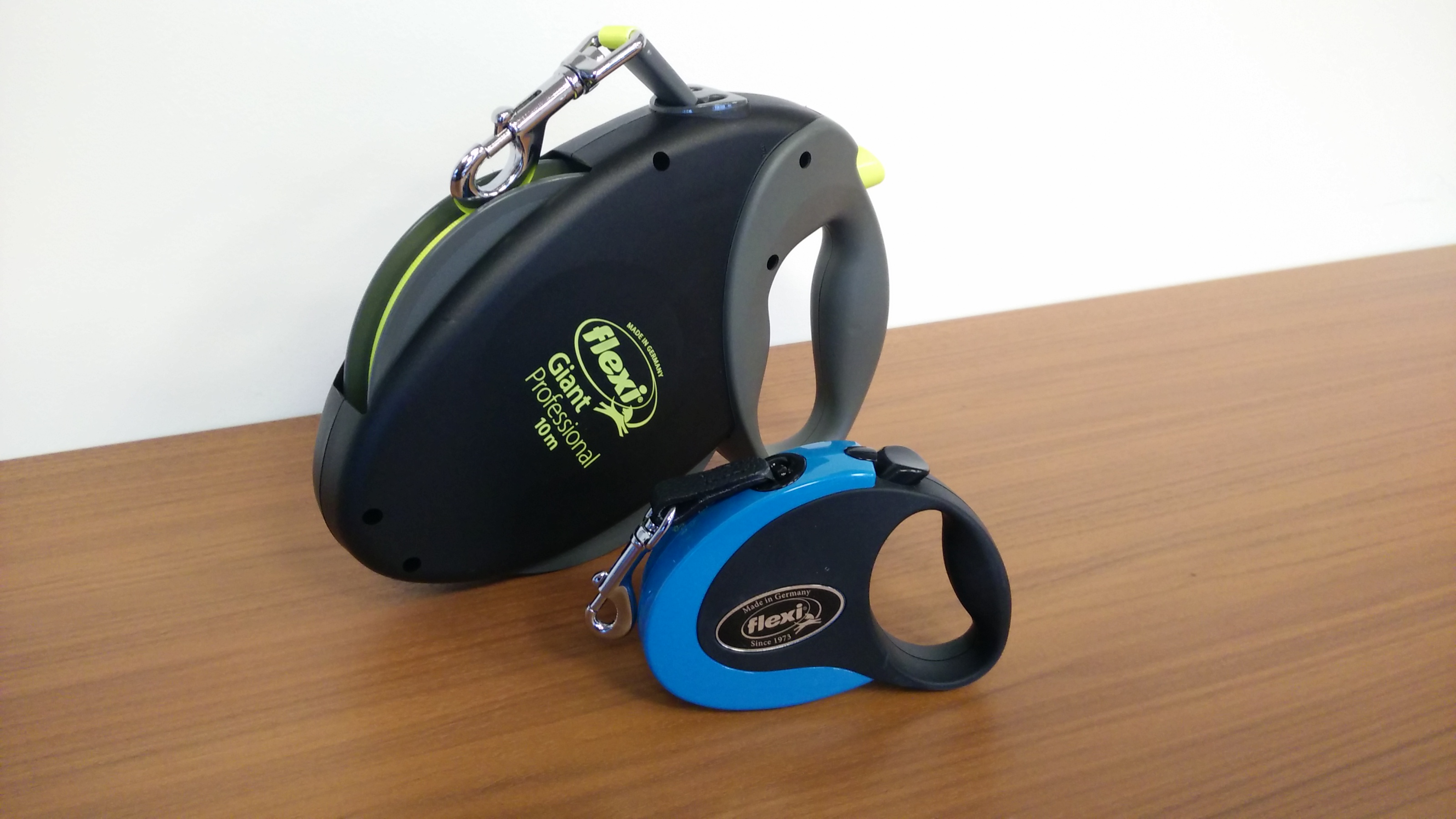
Zwei Rollleinen für große und kleine Hunde

Kerngeschäft ist die seit der Unternehmensgründung kontinuierlich weiterentwickelte Rollleine in verschiedenen Varianten und eng im Segment liegenden weiteren Produkten wie beispielsweise Hundehalsbänder. Bei den Rollleinen war flexi viele Jahre alleiniger Anbieter und ist nach wie vor Weltmarktführer.

## Auszeichnungen
flexi wurde 2010 mit dem Prädikat „Marke des Jahrhunderts“ ausgezeichnet. Nach eigenen Angaben erhielt das Unternehmen den amerikanischen Consumers Digest „Best Buy“-Award in den Jahren 1998, 2001, 2002, 2003 und 2004; den red dot design award für die Comfort-Serie 2006; für flexi Giant im Jahre 2002 den „Editor's Choice Award“ des amerikanischen „Dog Fancy“-Magazins. Das Dogs-Magazin zeichnete die flexi-NEON-Reihe mit dem „Dogs Award 2013“ aus.